# Kitsissuarsuit
Kitsissuarsuit (danés: Hunde Ejlande, antiguamente Kitsigsuarssuit) es un asentamiento en la municipalidad de Qaasuitsup, en el oeste de Groenlandia. Se localiza en una isla de 6 km², 21 km al este de Aasiaat, aproximadamente en 68°51′N 53°07′O / 68.850, -53.117. El asentamiento fue fundado en 1830. Su población es de 109 habitantes.